# Cooperativa "La Hormiga"
La cooperativa "La Hormiga" fou una cooperativa de producció de calçat creada el 1930 a Llucmajor, Mallorca, i clausurada el 19 de juliol de 1936 amb el cop d'estat que provocà la Guerra Civil.
La primera setmana del febrer de 1930 es convocà una vaga per exigir el compliment de la jornada laboral setmanal de les vuit hores de dilluns a dissabte com preveia la legislació laboral des del 1921. Per evitar una il·legalitat, la patronal del calçat proposà al sindicat de sabaters el compliment d'una jornada laboral de vuit hores i mitja per recuperar les hores perdudes pels dies festius. Aquest acord es perllongà des del 1922 fins al 1929, any que fou denunciat davant les autoritats. En un primer moment, els empresaris no acceptaren acurçar la jornada a vuit hores, per la qual cosa el sindicat sabater convocà la vaga anomenada de les vuit hores. Finalment, els empresaris acceptaren la demanda dels obrers i s'instaurà la jornada de les vuit hores. Tanmateix la patronal del municipi de Llucmajor posà en marxa un rigorós reglament d'ordre intern a les fàbriques de calçat i l'amenaça d'acomiadament en cas de no respectar-se donà lloc a un ampli moviment reivindicatiu (vaga de sa fumada). Fou precisament durant el transcurs d'aquesta vaga quan un grup de sindicalistes de La Recompensa del Trabajo, encapçalats per Joan Montserrat i Parets i per Antoni Garcías Pastor, crearen la cooperativa de producció de calçat "La Hormiga" a partir de la cooperativa "La Nueva Vida" fundada el 1907. Molts dels primers treballadors foren els que havien sigut acomiadats d'empreses com Can Claret per la vaga i no foren readmesos.
La seva seu s'ubicà a la plaça Major, actualment plaça d'Espanya, i els seus objectius eren la fabricació i comercialització de calçat. Cada soci cooperador havia d'aportar 100 pessetes en concepte d'una acció, que com la resta de cooperatives locals es podien satisfer en forma de terminis. En el reglament es preveia que al capdavant s'hi situés un gerent amb l'autoritat necessària, facultats pel millor desenvolupament de la seva tasca, actuar sota la direcció de la junta directiva i, prèvia autorització d'aquesta, dur a terme els actes i contractes corrents i necessaris per al funcionament i producció dels tallers i fàbriques amb les condicions que fossin fixades prèviament. Era un càrrec retribuït, així com el personal assalariat. En aquest sentit "La Hormiga" comptà amb 80 treballadors.
El seu president fou Joan Garau Fullana i el gerent, Miquel Monserrat Parets. Aquesta cooperativa arribà a tenir sucursals comercials a Madrid i exportar sabates a l'estranger.